# Марк Валерій Максиміан
Марк Валерій Максиміан (лат. Marcus Valerius Maximianus; ? — після 186) — військовий та державний діяч часів Римської імперії.

## Життєпис
Походив з родини римських колоністів. Народився у м. Поетовіо (сучасне м. Птуй, Словенія). Син цензора та жерця Марка Валерія Максиміана. Стосовно дати народження немає відомостей. 
Обрав кар'єру військового. Спочатку очолював ауксиліїв в Арробоні (сучасний Дьйор). Потім очолював річну флотилію на Дунаї, з якою захищав узбережжя провінції Паннонія. Вперше відзначився під час парфянського походу імператора Луція Вера у 161 році.
Під час Першої Маркоманської війни у 168—171 роках очолював об'єднану флотилію, що складалася з частин Мізенського, Равеннського й Британського флотів, за допомогою яких забезпечував перекидання військ, спорядження і харчів для римської армії. У 172–173 роках під час Першої Маркоманської війни, очолював кінноту. Воював у Паннонії, де переміг у герці вождя германського племені нарисків Валао. У 175 році брав участь у приборкані заколоту Авідія Кассія у Сирії. Того ж року призначено прокуратором провінції Нижня Мезія. Тоді ж займався знешкодження розбійників на кордонах Македонії та Фракії.
У 178 році імператор Марк Аврелій призначив Марка Валерія прокуратором з преторським рангом до провінцій Верхня Мезія та Пороліссенська Дакія. Водночас увійшов до складу сенату. Призначено легатом I Допоміжного, потім II Допоміжного, III Августового, V Македонського, XIII Парного легіонів. З ними стояв до 179 року стояв у таборі в Лаугаріціоні (сучасне м. Тренчін, Словаччина).
У 179 році призначений імператорським легатом до Нумідії. У 185 році став консулом-суфектом разом з Марком Умбрієм Прімом. Раніше вважалося, що він був консулом-суфектом близько 186 року. Проте у 186 році усі суфекти відомі, точнішими є відомості щодо його консульства у 185 році. Про подальшу долю Максиміана немає відомостей.